# Bandeira da Lombardia
A bandeira da Lombardia é um dos símbolos oficiais da região da Lombardia, região localizada no norte da Itália.
A bandeira de jure foi apenas adotada em 2019, porém é usada de fato desde 1975.

## Simbolismo
A bandeira tem sua cor principal sendo o verde, que representa a Planície Padana, com a Rosa Camuniana branca no meio representando a luz.